# Synesthésie
Pour les articles homonymes, voir Synesthésie (homonymie).
Cet article possède un paronyme, voir Cénesthésie.

Une personne synesthète peut, par exemple, percevoir ainsi les chiffres et les lettres, associés à des couleurs (1,1 à 2 % de la population selon Simner en 2006).

La synesthésie (du grec syn, « avec » (union), et aesthesis, « sensation ») est un phénomène neurologique non pathologique par lequel deux ou plusieurs sens sont associés (de manière durable). Par exemple la synesthésie dite « graphèmes-couleurs » (qui représenterait 65 % des synesthésies) fait que les lettres de l'alphabet (ou des nombres) sont perçues colorées. Dans la synesthésie dite « synesthésie numérique », les nombres sont tous et systématiquement associés avec des positions dans l'espace. Dans d'autres types de synesthésie, la musique, d'autres sons ou les nombres, jours de la semaine et mois de l'année peuvent être perçus colorés, ayant une forme particulière ou une disposition spatiale particulière. Une autre forme, dite « synesthésie de personnification ordinale/linguistique » fait associer des personnalités à des couleurs. Les associations formes-couleurs sont plus répandues, alors que celles qui impliquent des goûts et odeurs sont plus rares. En 2004, l'Association américaine de synesthésie dénombrait 152 formes de synesthésies différentes.
Si des métaphores exprimant un croisement de sens sont parfois qualifiées de « synesthétiques », la vraie synesthésie est neurologique et involontaire. Une personne sur 23 (environ 4 % de la population) serait concernée. Déterminer précisément le nombre de personnes véritablement synesthètes dans une population est néanmoins délicat car cette notion est une perception personnelle (subjective). On peut vivre avec une synesthésie sans le savoir, se déclarer synesthète sans l'être véritablement, ou à des degrés considérablement moindres que d'autres personnes, s'approchant d'une perception « normale ». Ainsi, il a pu être avancé que seule une personne sur 2 000 serait synesthésique, une statistique qui semble désormais erronée.
L'origine de la synesthésie est au moins en partie génétique et héréditaire, transmise via certains chromosomes. Elle est acquise dès la naissance de la personne (la personne est alors appelée synesthète) et/ou induite par des substances hallucinogènes, en lien semble-t-il avec une hyperactivité induite du système sérotoninergique.

## Histoire de la recherche sur la synesthésie
En 1710 le docteur Thomas Woolhouse (1650-1734), ophtalmologiste du roi Jacques II, décrit le cas d'un jeune homme aveugle qui percevait des couleurs induites par des sons, phénomène appelé alors synopsie et aujourd'hui chromesthésie.
En 1812, une première description scientifique aurait été faite par Georg Tobias Ludwig Sachs, médecin bavarois,. Elle devint très à la mode dans le mouvement romantique fin XIXe siècle, début XXe siècle,[réf. nécessaire], puis fut discréditée et tomba un peu dans l’oubli.
Dans les années 1880, grâce à Francis Galton la communauté scientifique s'y intéresse à nouveau.
En 1912, le psychiatre suisse Carl Gustav Jung évoque ce phénomène mais dans les années 1930, en raison des difficultés à prouver et mesurer une expérience aussi subjective, alors que la montée du behaviorisme en psychologie bannit toute mention d'expériences internes, l'intérêt porté à la synesthésie s'émousse.
Dans les années 1980, alors que la révolution cognitive commence à rendre l'étude de la conscience respectable de nouveau, les scientifiques commencèrent à réexaminer ce phénomène. Alfred Binet, en étudiant les temps de réaction dans le cadre du Laboratoire de psychologie expérimentale, avait montré que les associations synesthésiques ont les mêmes temps de latence que les autres associations imaginaires.
Suivant ces observations, la recherche sur la synesthésie explose dans divers pays (Angleterre, Allemagne, France, États-Unis). Aux États-Unis, Larry Marks et Richard Cytowic, et en Angleterre Simon Baron-Cohen et Jeffrey Gray explorent la réalité, la consistance et la fréquence des expériences synesthétiques.
À la fin des années 1990, les chercheurs s'intéressent à la synesthésie graphèmes → couleurs, un des types de synesthésie les plus répandus,, et de plus facile à étudier. En 2006, le journal Cortex publia un numéro spécial sur la synesthésie, composé de 26 articles. La synesthésie a été l'objet de nombreux livres scientifiques, ainsi que de romans et de courts métrages relatant des personnages synesthètes.

## Critères diagnostiques
Selon le neurologue Richard Cytowic :
- la synesthésie est involontaire et automatique ;
- les images synesthétiques apparaissent spatialement, ce qui signifie qu'elles ont souvent une position définie dans l'espace ;
- les perceptions synesthétiques sont consistantes et génériques ;
- la synesthésie est mémorisable ;
- les perceptions synesthétiques ont une charge émotionnelle.

Kevin T. Dann ajoute deux autres critères :
- la synesthésie n'est pas linguistique et ne peut être décrite par le langage de manière exhaustive ;
- la synesthésie concerne des personnes ayant un cerveau ne présentant aucun signe de maladie.

La synesthésie désigne aussi un procédé poétique ou artistique qui permet de mettre en relief une image en faisant appel à d'autres modalités sensorielles. On cite souvent comme exemple ce passage bien connu du poème Correspondances de Charles Baudelaire :

« Comme de longs échos qui de loin se confondent […]
Les parfums, les couleurs et les sons se répondent.
Il est des parfums frais comme des chairs d'enfants,
Doux comme des hautbois, verts comme des prairies,
- Et d'autres corrompus, riches et triomphants, […] »

Ainsi que le dernier quatrain de son poème Tout entière :

« Ô métamorphose mystique
De tous mes sens fondus en un !
Son haleine fait la musique,
Comme sa voix fait le parfum ! »

## Expériences synesthétiques
Les synesthètes rapportent souvent qu'ils ne savaient même pas que leur synesthésie était inhabituelle jusqu'à ce qu'ils réalisent que la plupart des gens n'expérimentaient pas les mêmes sensations qu'eux. D'autres synesthètes avouent avoir gardé leur synesthésie secrète toute leur vie, de peur d'être incompris ou tournés en ridicule. La nature automatique et ineffable de la synesthésie montre bien que cette association de sens semble tout à fait ordinaire pour le synesthète. Le fait que la synesthésie soit involontaire et permanente montre que celle-ci est une expérience réelle.
Se remémorant une expérience de son enfance, Patricia Lynne Duffy écrivait :

« Un jour, je dis à mon père, « Je viens de me rendre compte que pour écrire la lettre « R », tout ce que j'ai à faire est de dessiner un « P », et ensuite une ligne partant de sa boucle. » Et j'étais tellement surprise de constater que je pouvais transformer une lettre jaune en lettre orange, juste en ajoutant une ligne. »

La définition générique du phénomène de la synesthésie ne doit pas faire oublier que les expériences individuelles varient de nombreuses façons. Cette variété fut remarquée dès le début de la recherche sur la synesthésie (Flournoy 1893), mais n'a été reconsidérée par les chercheurs que récemment. Alors que certains synesthètes graphèmes → couleurs déclarent que leurs couleurs semblent « projetées » à l'extérieur, la plupart déclarent que leurs couleurs sont perçues « dans leur tête ». Certains synesthètes déclarent que leurs voyelles sont davantage colorées, alors que pour d'autres il s'agit des consonnes (Day 2005). Les descriptions ci-dessous donnent une idée d'à quoi peut ressembler une expérience synesthétique, mais sans en capturer toute la richesse.
En 2013, il a été montré que la synesthésie est plus fréquente chez les personnes atteintes de troubles du spectre autistique (ASC). Certains calculateurs prodiges qui « voient » les réponses leur apparaître (on parle parfois de savantisme) sont peut-être atteints de synesthésie, ou d'une association autisme-synesthésie,.

## Catégories
La synesthésie peut apparaître entre n'importe quel sens ou mode perceptif.
Face à la grande variété de types de synesthésies, les chercheurs ont adopté une convention indiquant le type de synesthésie en utilisant la notation suivante x → y, dans laquelle x est le déclencheur de l'expérience synesthétique, et y est l'expérience additionnelle. Par exemple, percevoir les lettres et chiffres (collectivement appelés graphèmes) en matière de couleurs indiquerait une synesthésie graphèmes → couleurs. De la même façon, lorsque des synesthètes voient des couleurs et mouvements en écoutant de la musique, il s'agit d'une synesthésie sons → couleurs, mouvements.
Alors que presque toutes les combinaisons de sens sont théoriquement possibles, certains types de synesthésie sont plus répandus que d'autres.

### Synesthésie bimodale
La synesthésie bimodale est le croisement de deux modalités sensorielles, généralement unidirectionnel : une couleur qui déclenche une perception sonore par exemple (mais pas l'inverse). Bien que toutes les associations n'aient pas forcément été observées, plusieurs auteurs suggèrent que toutes sont possibles. Le sens proprioceptif est également susceptible d'intervenir (ce sens concerne l'accélération et le positionnement du corps dans l'espace, la pression, etc.).

### Synesthésie multimodale
Plus rare que la synesthésie bimodale, elle concerne le croisement d'au moins trois modes sensoriels, de façon bidirectionnelle. La musique évoque des couleurs et des formes → Synesthésie bidirectionnelle : la musique évoque des couleurs et les couleurs évoquent de la musique.
Autre exemple (écrite par un synesthète) : Les entrées visuelles déclenchent une réponse auditive, le mouvement et le tactile active cette même réponse auditive. Pour le visuel vers l'auditif, il est nommé VEAR (Visualy Evoked Auditory Response). Pour le khinesthésique et le tactile vers l'auditif par contre je n'ai pas cette information. Dans mon cas il s'agit d'une même tonalité qui fluctue en fonction de sa position entre un point A et un point B (toujours la même tonalité). A et B peuvent être initiés n'importe où et inversés avec la conscience. Si j'appui sur ma peau, le point A est là où ma peau se trouve et le point B est jusqu'à quel profondeur j'appui. La tonalité va se chargée comme un crescendo et lorsque je relâche un decrescendo. Un peu comme s'il est chargé et déchargé. Même son lorsque je déplace ma main devant moi entre un point A et un point B. Même son lorsque je vois un objet se déplacer entre un point A à un point B. Évidement, la vie est bien plus complexe que des déplacements en ligne droite entre A et B. Les sons fluctuent avec finesse en fonction aussi de leur interaction avec l'environnement. Par exemple, une voiture qui passe dans mon champ de vision et qui passe derrière un objet aura une tonalité qui fluctue de manière complexe en lien avec sa forme qui entre en contact avec les autres objects dans mon champ de vision. Curiosité multimodale : si j'appui mes bras sur un bureau pour écrire ces lignes, on s'entend que la tonalité est chargée. Je peux quand même faire autre chose tel que regarder autour ou peu importe, mais lorsque je retire mon bras je l'entend se décharger. Il y a donc un sens naturel ou une mémoire automatique qui fonctionne en même temps. Aussi, puisque j'entends mon propre mouvement, j'entends le déplacement de mes yeux. Autre source de sons complexes : les jeux de caméra et les contenus visuels que l'on peut voir sur un écran. Certains caméramens sont vraiment excellent. Toutefois, c'est particulièrement dérangeant de voir quelqu'un naviguer sur son ordinateur dans une salle de classe, d'autant plus s'il regarde une vidéo, car je l'entend bien. Si je le vois; je le touche ou me déplace, je l'entends. Enfin, j'aime bien "écouter" ce qui se déplace dans mon champ de vision et "écouter" le vivant tel que des poissons nager par exemple. Voilà, ce n'est qu'une courte explication incomplète, mais qui jette les bases de mon quotidien.

### Synesthésie cognitive
Cette catégorie de synesthésie est généralement considérée comme relevant des fonctions supérieures cognitives : il s'agit de l'association d'un mode sensoriel à une représentation mentale en général : par exemple une couleur associée à une lettre.
Danko Nikolić de l'Institut Max-Planck pour la recherche sur le cerveau a proposé en 2009 le néologisme « idéoesthésie » (Ideasthesia) pour désigner plus fidèlement, selon lui, le phénomène neurologique des associations sensorielles induites par des représentations mentales et le distinguer des autres formes de synesthésie.

## Types de synesthésies

### Synesthésie graphèmes → couleurs
Dans l'un des types de synesthésie les plus répandus, les lettres individuelles de l'alphabet, ainsi que les nombres sont « teintés » d'une certaine couleur. Alors que deux synesthètes ne vont pas rapporter les mêmes couleurs pour toutes les lettres et nombres, des études montrent que certaines tendances se répètent (par exemple, la lettre A est souvent rouge chez les synesthètes anglophones).
Un synesthète graphèmes → couleurs témoigne :

« J'associe souvent les lettres et les nombres avec des couleurs. Chaque chiffre et chaque lettre est associé à une couleur dans ma tête. Parfois, lorsque les lettres sont écrites sur un morceau de papier, elles apparaîtront brièvement en couleur si je ne suis pas concentré dessus. Par exemple, « S » est rouge, « H » est orange, « C » est jaune, « J » est jaune-vert, « G » est vert; « E » est bleu, « X » est mauve, « I » est jaune pâle, « 2 » est brun, « 1 » est blanc. Si j'écris SHCJGEX, ou encore ABCPDEF, ces lettres formeront un arc-en-ciel alors que je les lis. »

La synesthésie graphèmes → couleurs paraît plus forte dans l'usage d'une langue dont l'orthographe est phonétique (breton, espagnol, allemand, etc.) plutôt que dans d'autres où les sonorités d'une lettre varient suivant son contexte (anglais) ou si les combinaisons de lettres modifient la sonorité (français, exemple : « ho » et « eau »).[réf. nécessaire]

### Synesthésie musique → couleurs
Les synesthètes musique → couleurs perçoivent des couleurs en réponse à des sons. Comme les synesthètes graphème → couleurs, les synesthètes rapportent rarement les mêmes couleurs pour des tons donnés (pour un synesthète, un la dièse peut être rouge ; pour un autre synesthète, il sera vert). Cependant, les synesthètes sont constants : testé des mois plus tard, un synesthète va rapporter les mêmes expériences qu'il avait précédemment rapportées.
Les changements de couleurs impliquent plusieurs critères : la teinte, la luminosité (la quantité de noir dans une couleur, du rouge avec du noir peut apparaître marron), la saturation (l'intensité de la couleur, par exemple le rose pâle est moins saturé que le rose fuchsia), et la teinte peut être affectée à des degrés différents (Campen/Froger 2002). De plus, les synesthètes musique → couleurs, à la différence des synesthètes graphèmes → couleurs, rapportent souvent que les couleurs changent, ou se déplacent dans leur champ de vision.

### Synesthésie musique → odeurs
Les synesthètes musique → odeurs perçoivent des odeurs ou des saveurs, ou encore des odeurs et des saveurs en réponse à des musiques. Le pédagogue Robert Kaddouch utilise les compétences synesthésiques des jeunes enfants, à l'âge pré-linguistique, pour développer leur potentiel créatif et leurs capacités mnésiques, particulièrement la mémoire épisodique. Ces études réalisées en collaboration avec l'INSERM, le CNRS, l'université Paris Descartes et Neurospin, ont fait l'objet d'un ouvrage et ont été présentées à l'université d'Oxford. Robert Kaddouch nomme la transesthésie la capacité de musicaliser une odeur ou une saveur.

### Synesthésie numérique
La « synesthésie numérique » est une carte mentale des nombres, qui apparaît automatiquement et involontairement lorsque le synesthète en question pense à des nombres ou des unités temporelles. Ainsi, les nombres peuvent être alignés selon un axe montant, et les mois de l'année peuvent former un demi-cercle. Ceci fut documenté et nommé pour la première fois par Sir Francis Galton. Les recherches qui suivirent l'identifièrent comme un type de synesthésie. En particulier, il a été suggéré que ces « cartes numériques » sont le résultat d'une activation croisée (cross activation) entre les régions du lobe pariétal qui sont impliquées dans la cognition numérique et spatiale,. En plus de leur intérêt pour la synesthésie numérique en tant que synesthésie, les chercheurs en cognition numérique ont commencé à explorer ce type de synesthésie pour les aperçus qu'il peut donner sur les mécanismes neurologiques des associations numériques/spatiales présentes inconsciemment en chacun de nous.

### Synesthésie spatio-temporelle
À l'instar de la « synesthésie numérique », la « synesthésie spatio-temporelle » est une carte mentale des jours de la semaine et/ou des mois de l'année. Les individus présentant ce type de synesthésie déclarent qu'ils peuvent « voir le temps ». en forme de ruban, d'anneau ou de cercle par exemple. Selon certaines recherches, ces individus posséderaient des connexions synaptiques particulières dans leur cerveau leur permettant de vivre le temps comme une construction spatiale.
Comme pour toutes les autres formes de synesthésie, la « synesthésie spatio-temporelle » présente elle aussi une constance : testé des mois plus tard, un synesthète rapportera les mêmes expériences qu'il avait précédemment rapportées.

### Synesthésie lexicale → gustative
Dans un type peu répandu de synesthésie, la synesthésie lexicale → gustative, les mots individuels ainsi que les phonèmes du langage parlé évoquent des sensations de goûts dans la bouche.

« À chaque fois que j'entends, lis, ou pense à des mots/syllabes, je perçois une sensation de goût immédiate et involontaire sur ma langue. Ces associations de goût très spécifiques ne changent jamais et sont restées les mêmes du plus loin que je m'en souvienne ».

Jamie Ward et Julia Simner ont étudié en détail ce type de synesthésie, et se sont rendu compte que les associations synesthétiques sont conditionnées par l'alimentation du sujet lors de son enfance. Par exemple, James Wannerton n'a pas de perceptions synesthétiques impliquant du café ou du curry, alors qu'il en prend régulièrement à l'âge adulte. Par contre, il goûte des marques de céréales et bonbons qui ne sont plus vendus à l'heure actuelle, mais qu'il mangeait assez régulièrement dans son enfance.
Le sens du mot joue parfois un rôle dans le goût qui lui est attribué : ainsi, le mot « bleu » a pour James Wannerton un goût « d'encre ». La prononciation du mot joue de même un grand rôle dans l'attribution de son goût : dans certains cas, le mot goûté aura des phonèmes en commun avec le nom de la nourriture goûtée (par exemple, /I/, /n/ et /s/ déclenchent un goût de viande hachée : « mince »). Cependant, d'autres goûts ont des origines moins évidentes (par exemple, [f] déclenche un goût de sorbet (sherbet)). Afin de démontrer que les phonèmes, plutôt que les graphèmes, sont les déclencheurs cruciaux du goût synesthétique, Ward et Simner ont montré que, pour James Wannerton, le goût de l'œuf (egg) est associé au phonème /k/, qu'il s'écrive avec un « c » (accepter, to accept), k (York), ck (chuck), ou x (fax).

### Synesthésie des sous-titres
Cette forme de synesthésie très atypique, dont le nom s'abrège en SST, consiste à voir les sons, et est décrite comme une capacité inverse du processus de lecture, où il est normal mais pas systématique d'entendre une voix faire la conversion, ce qui n'est, pour des raisons statistiques, pas classé comme une association de niveau synesthétique. En cas de SST, la performance centrée sur un principe fondamental d'association entre graphèmes et phonèmes est en fait si élevée qu'elle fonctionne à double sens, ce qui ne concerne pas l'immense majorité de la population. Chez les synesthètes dits des sous-titres, les phonèmes entendus, y compris dits, voire pensés, parfois les discours au téléphone et dans l'audiovisuel, ou même d'autres sons, par exemple les cris d'animaux, se doublent automatiquement et involontairement, parfois presque inconsciemment, de graphèmes inscrits dans l'espace mental, tendant à défiler en permanence. Leur graphisme peut varier, chez le même individu, y compris en raison d'autres synesthésies et de facteurs socio-émotionnels. Ce fonctionnement non pathologique signale aussi un développement de nature et degré atypiques de tout le processus d'alphabétisation. Le nom de synesthésie des sous-titres peut induire en erreur, mais, s'il est réducteur, les personnes synesthètes des sous-titres déclarent dans une étude pour 11% d'entre elles qu'un énorme effort d'attention leur est nécessaire pour regarder des films sous-titrés à l'écran, à cause du projeté que celui-ci peut faire aux sous-titres s'ajoutant aux vrais dans leur espace mental, d'autant qu'une question est l'affichage des termes étrangers, y compris en langues inconnues, et les particulières difficultés afférentes, comme à celui des chiffres et nombres ou d'autres éléments particuliers.

### Personnification
La personnification ordinale/linguistique (POL, ou personnification) est un type de synesthésie dans lequel des séquences, comme les nombres, les couleurs, les jours de la semaine, les mois et lettres sont associés avec des personnalités. Bien que ce type de synesthésie ait été documenté en 1890, il n'a intéressé les chercheurs modernes que récemment.

« T est généralement geignard, peu charitable. U est une chose sans âme. 4 est honnête, mais … 3, non, je ne peux pas lui faire confiance. 9 est sombre, un gentleman, grand et gracieux, mais politicien sous ses aspects suaves ».

« I est un peu angoissé parfois, même s'il est plutôt enjoué ; J est un homme, blagueur à première vue, mais avec une forte personnalité ; K est une femme, silencieuse et responsable… ».

Inversement, un synesthète de ce type peut associer à telle personne une couleur donnée ; ce type est documenté depuis le XIXe siècle, notamment dans Guerre et Paix (1865-1869), de Léon Tolstoï : le personnage de Natacha Rostov évoque ainsi Boris : « Je le trouve un peu mince (…), gris, clair » ; quant à Pierre Bézoukhov : « C'est un bon garçon, bleu foncé mêlé de rouge… Comment expliquez-vous ça ? … ».
Pour certaines personnes, outre les séquences de nombres ou de lettres, les objets sont parfois imbibés de personnalité, ce qui est parfois comparé à une forme d'animisme. Ce type de synesthésie est plus difficile à distinguer des associations non synesthétiques. Cependant, la recherche récente a commencé à montrer que ce type de synesthésie cohabite avec d'autres types de synesthésie, est consistant et automatique, et répond donc aux critères synesthétiques.

### Autres types de synesthésie
D'autres types de synesthésie ont été signalés, mais peu de choses ont été faites pour les étudier en profondeur. Au moins 80 types de synesthésie ont été signalés. Les types moins communs comprennent notamment les suivants :
- émotion → saveurs, odeurs, sons ou perceptions visuelles ;
- douleur → saveurs, odeurs, sons, température ou perceptions visuelles[43].

### Pseudo-synesthésie
Certaines personnes pensent être atteintes de synesthésie mais procèdent en réalité par associations d’idées. On parle alors de pseudo-synesthésie.
Par exemple une personne croyant avoir une synesthésie son→couleur qui associe une couleur au timbre d’un instrument peut en réalité créer une association d’idées entre la couleur d’un instrument et la couleur qu’elle associe a son timbre (par exemple le timbre de la trompette peut paraître doré ou jaune).
Le test mis en place par V.S. Ramachandran et E.M. Hubbard en 2001 lors de leur étude sur la synesthésie graphème→couleur pourrait permettre de différencier une pseudo-synesthésie d’une vraie synesthésie. Lorsque, par exemple, on présente au sujet une liste de 2 et de 5 imprimés en noir, on observe que chez les synesthètes, un nombre qui ne serait normalement pas repérable à cause de « l’encombrement », sort de la masse grâce à sa « couleur » (couleur perçue par le synesthète). Un pseudo-synesthète ne pourrait donc pas passer ce test,.

## Prévalence
Les estimations de prévalence varient énormément (de 1 personne sur 20 à 1 sur 20 000). Cependant, ces études ont toutes souffert du fait qu'elles n'ont pris en compte que le témoignage des personnes se déclarant synesthètes, c’est-à-dire que les seules personnes incluses dans ces études étaient celles qui rapportaient leur expérience au chercheur. Simner et al. ont conduit les premières études réalisées sur un échantillon aléatoire de la population, arrivant à une prévalence de 1 personne sur 23. Les données actuelles suggèrent que les synesthésies graphème → couleur et jour de la semaine → couleur sont les plus répandues,.

## Origine génétique et théorie de l'hyperconnectivité
Presque toutes les études sur le sujet ont suggéré que la synesthésie a une origine génétique, car certaines familles recensent beaucoup plus de cas de synesthésie que d'autres.
Les premières références à ce facteur datent de 1880 (Francis Galton). Depuis, d'autres études ont soutenu cette conclusion. Cependant, il est probable que certaines études,, qui rapportaient un nombre plus élevé de synesthètes pour les femmes que les hommes (jusqu'à 6 femmes pour 1 homme), souffrirent du fait que les femmes ont plus tendance à se déclarer synesthètes que les hommes. Des études plus récentes, utilisant des échantillons aléatoires, trouvent un rapport de 1 pour 1.
Les modèles observés d'héritage de la synesthésie ont d'abord suggéré un mode d'héritabilité lié au chromosome X. Il n'y a pas d'exemples documentés de transmission de père en fils, alors que d'autres formes de transmission (père en fille, mère en fils et mère en fille) sont plutôt répandues,,. Il y a eu des cas de vrais jumeaux dans lesquels un seul jumeau était synesthète,, et il a été noté que la synesthésie peut sauter des générations dans une famille.
Simner et al. notent qu'il est commun que les synesthètes d'une même famille présentent différents types de synesthésie, ce qui suggère que le gène ou les gènes impliqués dans le développement de la synesthésie n'entraînent pas des types spécifiques de synesthésie. Au contraire, des facteurs développementaux tels que l'expression d'un gène et l'environnement doivent aussi jouer un rôle dans la détermination du type de synesthésie qu'un synesthète va développer.
En 2009, Asher et son équipe puis en 2011 celle de Thomson mettent en évidence des liens avec certains chromosomes.
L'imagerie cérébrale a suggéré que les synesthètes pourraient avoir un nombre anormalement élevé de connexions neuronales entre les régions mobilisées par les modalités concernées.
En 2018, une publication identifie pour la première fois quelques gènes qui semblent prédisposer à la synesthésie, offrant potentiellement une occasion de mieux comprendre d'autres troubles tels que l'autisme (voie aussi concernée par des connexions cérébrales inhabituelles et souvent associée à une sensibilité accrue aux stimuli tels que les sons ou le toucher). Simon Fisher a utilisé le séquençage génétique de l'exome entier (ne ciblant que l'ADN codant des protéines) pour cataloguer presque tous les variants significatifs d'ADN au sein de trois familles comprenant beaucoup de synesthètes associant son et couleur et vice-versa. Dans ces 3 familles, quatre ou cinq synesthètes et au moins un non-synesthète ont accepté de participer à l'étude qui a couvert trois générations. 37 gènes ont été identifiés comme prédictifs mais aucun variant génétique particulier n'était partagé entre tous les synesthètes dans les trois familles. Ceci laisse penser qu'il n'y a pas de « gène de synesthésie » mais l'action de groupes de gènes ; six des variantes concernaient tous des gènes liés au développement des connexions axonales entre neurones, et tous s'expriment à la fois dans les cortex auditifs et visuels du cerveau au cours du développement de l'enfance . Une hypothèse (encore à confirmer, dont par des réplications d'études) est que le cerveau des synesthètes pourrait avoir dans certaines zones un nombre inhabituellement élevé de neurones et/ou une connectivité anormalement forte entre des groupes de neurones traitant des informations différentes.

## Démonstration de l'authenticité de la synesthésie
Prouver que quelqu'un est réellement synesthète est aisé. Les tests les plus simples impliquent des tests de constance sur de longues périodes. Les synesthètes obtiennent habituellement un meilleur résultat sur de tels tests que les non-synesthètes (soit avec des noms de couleurs, des gommettes colorées ou même un sélecteur de couleurs proposant 16,7 millions de choix de couleurs). Les synesthètes peuvent obtenir un taux de constance aussi élevé que 90 pour cent après une période d'un an, alors que des non synesthètes obtiendront un score de 30 à 40 pour cent après seulement un mois, même lorsqu'ils sont prévenus qu'ils seraient retestés (par exemple, Baron-Cohen et al. 1996).
Des tests plus spécialisés incluent des versions modifiées de l'effet Stroop. Selon le paradigme de Stroop standard, il est plus difficile de nommer la couleur d'encre du mot « rouge » lorsque celui-ci est imprimé en encre bleue que lorsqu'il est imprimé en encre rouge. De la même façon, si l'on présente à un synesthète graphèmes → couleurs le chiffre 4 imprimé en encre bleue alors que le synesthète le perçoit rouge, celui-ci sera plus lent à identifier la couleur de l'encre. Ceci n'est pas dû au fait que le synesthète ne peut pas voir l'encre bleue, mais plutôt parce que la même sorte de conflit responsable pour l'effet Stroop se produit entre la couleur de l'encre et la couleur du graphème automatiquement associée. Des variantes de l'effet Stroop peuvent être conçues ; par exemple, on demande à un synesthète musique → couleurs de nommer la couleur d'une tache rouge alors qu'il est en train d'écouter un son produisant une sensation de bleu (Ward, Tsakanikos & Bray 2006) ou lorsqu'on demande à un synesthète note de musique → goût d'identifier un goût amer alors qu'il est en train d'écouter une note provoquant un goût sucré (Beeli, Esslen & Jäncke 2005).
Enfin, des études réalisées sur des synesthètes graphèmes → couleurs ont démontré que les couleurs synesthétiques peuvent améliorer des performances sur certaines tâches visuelles, ou du moins pour certains synesthètes. Inspirés par des tests sur le daltonisme, Ramachandran et Hubbard (2001) présentèrent des schémas représentant des dizaines de chiffres 5 entre lesquels sont incrustés des chiffres 2 à des synesthètes et non-synesthètes. Ces chiffres 2 peuvent former une de ces 4 formes : carré, losange, rectangle ou triangle. Les couleurs synesthétiques aident les synesthètes à trouver la « figure cachée » : pour un synesthète qui voit les 2 rouges et les 5 verts, le rouge des 2 se détachera du vert des 5. D'autres études ont exploré ces effets avec plus d'attention, et ont montré que : 1. les résultats varient entre synesthètes, 2. alors que la synesthésie est présente tôt dans le traitement perceptif, elle n'intervient pas avant l'attention.
Ces études conduisent à différencier les synesthésies fortes ou vraies, des synesthésies faibles que sont les associations normales que l'on peut faire, notamment, en associant le rouge au chaud ou le bleu au froid. Des phénomènes synesthésiques peuvent également survenir lors d'état de fatigue ou de somnolence, on parle parfois de synesthésie d'endormissement. Il est probable que nombre d'entre nous ayons vécu de telles associations de sens, par exemple, une porte qui claque ou un bruit intense, et sec, peut provoquer une impression de flash lumineux si l'on se trouve en phase de sommeil léger. Les hallucinations synesthésiques perçues sous l'emprise de substances psychotropes peuvent représenter une forme moyenne de synesthésie. Certaines associations, tout à fait indépendantes de la culture, semblent par ailleurs communes à tous, notamment l'association de couleurs à la musique. La musique dont le rythme est rapide a tendance à être associée à des tons jaunes et orange, tandis que la musique au rythme lent évoque plutôt des tons sombres de bleu et de gris.
Dès lors, il convient de faire une distinction entre la réalité physique, la réalité perceptive, et la simulation : les synesthètes ne simulent pas, cela est prouvé par les tests précités qu'il serait impossible de réussir aussi bien en simulant des associations de perceptions. Les caractéristiques physiques des stimuli sont indépendantes des stimulations perçues (par exemple, une lettre écrite en noir et vue en bleu n'a pas la longueur d'onde correspondant au bleu).

## Base neurologique possible de la synesthésie
Les théories considérant une base neurologique à la synesthésie ont pour racine l'observation que certaines régions du cerveau sont spécialisées pour certaines fonctions. En se fondant sur cette notion de « régions spécialisées », quelques scientifiques ont suggéré que des « connexions » entre différentes régions spécialisées dans différentes fonctions peuvent résulter en différents types de synesthésie. Ainsi, les zones s'influenceraient, comme un ruisseau turbulent qui en éclabousse un autre, de la même manière que les zones cérébrales des pieds et du sexe sont proches et s’influencent chez les fétichistes des pieds. Par exemple, comme les régions impliquées dans l'identification des lettres et chiffres sont adjacentes à la région impliquée dans le traitement des couleurs (V4), l'expérience additionnelle de voir des couleurs en regardant des graphèmes peut être due à cette cross activation de V4. Cette cross activation peut survenir à la suite d'un défaut dans le processus normal d'élimination des neurones.
Selon l'autre théorie, la synesthésie peut survenir à la suite d'une réduction du niveau d'inhibition des voies d'échanges. Normalement, l'équilibre entre l'excitation et l'inhibition est maintenu. Cependant, si ces échanges ne sont pas inhibés correctement, alors les signaux venant de stages de traitement multisensoriels ultérieurs pourraient influencer des stages de traitement ultérieurs, de telle sorte que des notes de musique activeraient des aires corticales visuelles davantage chez les synesthètes musique → couleurs que chez les non synesthètes. Dans ce cas, cela pourrait expliquer pourquoi certains utilisateurs de drogues psychédéliques telles que le LSD ou la mescaline rapportent des expériences synesthétiques lorsqu'ils sont sous l'influence de la drogue.
Des études TEP (Tomographie à émission de positon) ont mis au jour des différences importantes entre les cerveaux de synesthètes et de non-synesthètes. Des études récentes utilisant l'IRM ont démontré que l'aire V4 est plus active chez les synesthètes mot → couleur et graphème → couleur,,. Cependant, ces études manquent de données pour confirmer l'une des deux théories avancées (voies d'échange désinhibées / défaut dans l'élimination des neurones).
Environ 1 % de personnes présentent une forme particulière de synesthésie, appelée « synesthésie visuo-tactile » (ou « synesthésie en miroir au toucher » ou encore « synesthésie tactile-miroir ») : quand ces synesthètes voient une personne être touchée à un endroit du corps, ils éprouvent exactement la même sensation dans cet endroit du corps que lorsqu'ils sont eux-mêmes touchés. Ce type de synesthésie fait appel à des régions primitives du cerveau faisant partie de la carte somato-sensorielle.

## Traits cognitifs associés
On sait très peu à propos des traits cognitifs associés à la synesthésie ni même s'il y en a. Des études ont suggéré que les synesthètes sont inhabituellement sensibles aux stimuli externes. D'autres traits cognitifs possiblement associés à la synesthésie incluent une confusion entre la droite et la gauche, des difficultés en mathématiques, et des difficultés en rédaction. Certains synesthètes peuvent se retrouver avec des troubles moteurs, d'orientation ou du langage, ce qui aboutit à un échec scolaire voire à une reconnaissance d'invalidité avec incapacité à travailler en milieu non protégé.
Cependant, les synesthètes semblent être plus enclins à participer à des activités créatrices, et certaines études ont suggéré une corrélation entre la synesthésie et la créativité,,. D'autres études ont suggéré que les synesthètes ont une mémoire supérieure à la moyenne,. Cependant, on ne sait pas encore si cette caractéristique est valable pour la synesthésie en général, ou si elle concerne uniquement une petite minorité de synesthètes. Ceci est le sujet principal des recherches actuelles et futures.

## Liens avec d'autres domaines d'études
Les scientifiques étudient la synesthésie non seulement parce qu'elle est intéressante en elle-même, mais aussi parce qu'ils espèrent que l'étude de la synesthésie offrira des aperçus nouveaux dans d'autres domaines, par exemple pour expliquer comment le cerveau combine les informations venant de modes sensitifs différents.
Un exemple est l'Effet bouba/kiki, qui fut exploré pour la première fois par le psychologue Wolfang Kohler. On présente à des individus une forme ronde et une forme pointue ; on leur demande d'associer chacune de ces formes soit au mot « Kiki », soit au mot « Bouba ». La plupart des gens associeront la forme ronde à « Bouba », et la forme pointue à « Kiki ». Avec des individus de l'île de Tenerife, Kohler distingua une préférence similaire entre des formes appelées « takete » et « maluma ». Un travail de 2006 entre Daphne Maurer et ses collègues ont montré que même des enfants d'à peine 2 ans et demi (trop jeunes pour lire) font les mêmes associations.
Ramachandran et Hubbard (2001) soutiennent que cet effet peut être l'origine neurologique de la symbolique du son, selon laquelle la prononciation d'un mot est parfois associée à son sens (par exemple, le mot « petit » est prononcé avec la bouche à peine entre ouverte, alors que l'on a besoin d'ouvrir la bouche toute grande pour prononcer les mots « grand » ou « large »).
Ainsi, les chercheurs sur la synesthésie espèrent que, grâce à ces expériences conscientes inhabituelles, l'étude de la synesthésie amènera à une meilleure compréhension de la conscience et en particulier sur les liens entre le cerveau et la conscience, ou encore à propos des mécanismes du cerveau qui permettent d'être conscient. En particulier, quelques scientifiques ont suggéré que la synesthésie est en rapport avec le phénomène philosophique des qualia,,, puisque les synesthètes expérimentent des qualia additionnels.

## La synesthésie et l'art
La « synesthésie dans l'art » peut se référer à trois définitions distinctes :
- L'art par des synesthètes, dans lesquels ils utilisent leur propre expérience synesthétique pour créer des œuvres d'art ;
- L'art par des non-synesthètes, qui tentent de représenter ce à quoi doit ressembler une synesthésie véritable ;
- L'art supposé évoquer des associations synesthétiques chez une audience composée de non-synesthètes.

(Ces deux dernières catégories sont parfois appelées « synesthésies artificielles »).
Ces distinctions ne sont pas fermées, car, par exemple, une œuvre créée par un synesthète peut aussi évoquer des expériences ressemblant à la synesthésie chez l'audience. Cependant, on ne doit pas supposer que tout art « synesthétique » reflète exactement l'expérience synesthétique.
Dans le monde de l'art, l'exploration des expériences synesthésiques se rapproche du concept associé au compositeur allemand Richard Wagner, celui d'œuvre d'art totale, également connue sous son terme allemand Gesamtkunstwerk. Ce concept englobe l'idée d'associer plusieurs techniques, disciplines ou médias, en plus d'englober le spectateur et ses sens. Un exemple emblématique est l'opéra L'Anneau du Nibelung de Wagner, souvent cité comme illustration de cette approche, où la musique, la scénographie, le texte, les costumes et la mise en scène sont tous intégrés de manière cohérente.
Dans ce contexte, les technologies et les médias contemporains permettent de réaliser cette vision de manière plus approfondie. Les avancées dans les domaines de la réalité virtuelle, de la réalité augmentée, de la projection vidéo et des technologies interactives offrent la possibilité de créer de véritables "mondes simulés". Ces outils permettent aux artistes pluridisciplinaires de fusionner les sons et les images, mais aussi de manipuler l'espace, le temps et la perception sensorielle d'une manière qui va au-delà des limites de la réalité physique. Cela ouvre ainsi de nouvelles perspectives pour l'exploration de la synesthésie et la création d'expériences artistiques encore plus immersives et multisensorielles.
Ces pratiques sont particulièrement répandues dans le milieu des musiques électroniques, où la synesthésie audio-visuelle joue un rôle important. Cette forme d'expression artistique combine les aspects visuels et sonores pour créer une expérience augmentée pour le spectateur. Lorsque les DJs et les VJs (Video Jockeys) travaillent ensemble, ils créent une expérience audio-visuelle cohérente. Les performances en direct intègrent des éléments visuels synchronisés avec la musique, offrant ainsi aux spectateurs une expérience multisensorielle et synesthésique.
Des événements et des festivals consacrés à l'art numérique et à la musique électronique mettent en avant cette synergie entre les arts visuels et sonores, où les frontières entre les sens se dissolvent pour créer une expérience qui transcende les limites du monde physique.

## Synesthètes célèbres
Les avis divergent lorsqu'il s'agit de distinguer si la synesthésie peut ou non être identifiée grâce à des sources historiques. Sean A. Day, un synesthète et président de l'ASA, American Synesthesia Association, maintient une liste de synesthètes célèbres, « pseudo-synesthètes », et des artistes qui ne sont probablement pas synesthètes, mais qui ont utilisé la synesthésie dans leur art.
Synesthètes confirmés (liste non exhaustive) :
- Billie Eilish, autrice-compositrice-interprète [multiple, dont formes → personnes, objets et chansons → couleur, température] ;
- Kanye West (Ye), auteur-compositeur-interprète rappeur, styliste [chansons → couleur, température] ;
- Lorde, autrice-compositrice-interprète [tonalités musicales → couleur] ;
- Joan Mitchell, artiste peintre [graphème → couleur] ;
- Stevie Wonder, musicien non-voyant depuis sa petite enfance  [musique → couleur] [74] ;
- Lady Gaga, chanteuse [tonalités musicales → couleur] ;
- Marina Lambrini Diamandis, chanteuse [tonalités musicales → couleur] ;
- Amy Beach, pianiste et compositrice [tonalités musicales → couleur][75] ;
- Robert Cailliau, co-inventeur du web [graphème → couleur] ;
- Duke Ellington, compositeur et pianiste [timbre → couleur][76] ;
- Richard Feynman, physicien [graphème (lettre dans une équation) → couleur][77] ;
- David Hockney, artiste peintre et photographe [musique → couleur][78],[79] ;
- Hélène Grimaud, pianiste, écrivaine et éthologue engagée dans la protection animale [musique → couleur] ;
- Vassily Kandinsky, artiste [couleurs → musique] ;
- György Ligeti, compositeur [graphème → couleur] ;
- Franz Liszt, compositeur [musique → couleur] ;
- Olivier Messiaen, compositeur et organiste [accords → couleur] ;
- Vladimir Nabokov[80], écrivain [graphème → couleur] ;
- Franck Avitabile[81], musicien [musique → forme] ;
- Nikolaï Rimski-Korsakov, compositeur [tonalités musicales → couleur] ;
- Leonard Bernstein, compositeur et chef d'orchestre [instrument de musique → couleur] ;
- Jean Sibelius, compositeur [tonalités musicales→ couleur] ;
- Michael Torke, compositeur [multiple] ;
- Alexandre Scriabine, compositeur et inventeur d'un clavier à lumières [musique → couleur] ;
- Marilyn Monroe, actrice, artiste (couleur → musique, discuté) ;
- Pharrell Williams, musicien, producteur [couleurs → musique] ;
- Thom Yorke, musicien (Radiohead) [musique → couleur] ;
- Patrick Stump, musicien (Fall Out Boy) [musique → couleur] ;
- Richard D. James ou Aphex Twin, musicien (AFX) [musique → couleur, selon ses déclarations parfois contestées] ;
- Yakir Arbib, pianiste pourtant né avec une déficience visuelle [tonalités musicales → couleur] ;
- Daniel Tammet, écrivain autiste (Je suis né un jour bleu) [chiffres → couleur] ;
- Daphné, chanteuse [multiple][82] ;
- Anne Calife, écrivaine[83] ;
- Georg Tobias Ludwig Sachs (1786–1814), médecin [série de chiffres, de tonalités musicales et de lettres → couleur][8] ;
- Charli XCX, chanteuse [tonalités musicales → couleurs].

## Synesthésie poétique
Dans son poème Voyelles, Arthur Rimbaud attribue une couleur aux voyelles, avec le vers célèbre « A noir, E blanc, I rouge, U vert, O bleu : voyelles, ». Rimbaud était-il synesthète ? Certains l'affirment ; d'autres le contestent – en réalité personne ne sait.
Charles Baudelaire fera aussi usage de métaphores synesthétiques, dans Les Fleurs du mal, dans son poème Correspondances ainsi que dans Parfum Exotique. Vassily Kandinsky est connu pour ses peintures établissant des correspondances entre couleurs et sons.

## Synesthésie ésotérique
L'ésotérisme, l'occultisme, le symbolisme reposent en grande partie sur la doctrine des analogies et correspondances. Pour eux, les divers ensembles du monde sont analogues et leurs éléments entrent en correspondance. Ainsi, pour les Chinois traditionalistes, auteurs du Hong fang ou du Li yun ou du Yue ling, les goûts, les organes des sens entrent en corrélation ; par exemple, les cinq saveurs (acide, amer, doux, âcre, salé) entrent en correspondance, non seulement avec d'autres sens (vert/acide/rance ; rouge/amer/brûlé...), mais encore avec d'autres domaines (les Éléments, les passions, les vertus... : vert/Bois/Est/acide/rance/blé/mouton...).
La perception de l'aura revendiquée par certains guérisseurs a été jugée différente de la synesthésie par une étude scientifique.